# Whitechapel (stanice metra v Londýně)
Whitechapel je stanice metra v Londýně, otevřená roku 1876 jako Whitechapel (Mile End). Od 1. února 1902 do 2. června 1902 byla stanice zavřena kvůli přestavbě. Roku 1905 proběhla elektrifikace stanice. Autobusové spojení zajišťují linky 25, 106, 205, 254, D3 a noční linky N205 a N253. Stanice se nachází v přepravní zóně 2 a leží na linkách:
- District Line a Hammersmith & City Line mezi stanicemi Aldgate East a Stepney Green.
- Overground

V roce 2018 by zde měla stavět linka Crossrail.
| Rok  | Počet cestujících |
| ---- | ----------------- |
| 2011 | 12,62 mil         |
| 2012 | 13,04 mil         |
| 2013 | 14,45 mil         |
| 2014 | 12,89 mil         |